# Tinka Offereins
Tinka Offereins (n. 5 octombrie 1993, Amstelveen, Olanda de Nord, Țările de Jos) este o canotoare ce a reprezentat Regatul Țărilor de Jos, medaliată olimpică. A participat la o ediție a Jocurilor Olimpice (2024) în care a câștigat o medalie de aur.